# Klekotowe
Klekotowe (prononciation [klɛkɔˈtɔvɛ]) est une localité de la gmina de Radomsko, du powiat de Radomsko, dans la voïvodie de Łódź, située dans le centre de la Pologne.
Elle se situe à environ 5 kilomètres (km) au sud-est de Radomsko (siège de la gmina et du powiat) et 83 kilomètres au sud de la capitale régionale Łódź (capitale de la voïvodie).

## Administration
De 1975 à 1998, la localité était attachée administrativement à l'ancienne voïvodie de Piotrków.

Depuis 1999, elle fait partie de la nouvelle voïvodie de Łódź.